# Peromyia emarginata
Peromyia emarginata är en tvåvingeart som beskrevs av Berest 1988. Peromyia emarginata ingår i släktet Peromyia och familjen gallmyggor.
Artens utbredningsområde är Ukraina. Inga underarter finns listade i Catalogue of Life.